# Anastasios Melis
Anastasios Melis – amerykański biolog pracujący na Uniwersytecie Kalifornijskim w Berkeley, badający możliwości wykorzystania alg w produkcji wodoru. Obecnie na instytucie obejmuje stanowisko profesora biologii roślin i mikrobiologii oraz redaktora naczelnego w piśmie "Planta".
Energia wodoru uważana jest za kluczową w drodze produkcji elektryczności bez konieczności ciągłego wykorzystywania paliw kopalnych. Dodatkową zaletą jest pochłanianie dwutlenku węgla z atmosfery przez algi.
W 1998 roku, profesor Anastasios Melis odkrył po pracy wykonanej przez Hansa Gaffrona, że obniżenie ilości siarki powoduje u alg Chlamydomonas reinhardtii zmianę produkcji tlenu na produkcję wodoru. Enzym hydrogenaza, który uznał za odpowiedzialny za tę reakcję, czasowo aktywowany w warunkach awaryjnych czyli obniżeniu zawartości tlenu w wodzie Enzym przestaje funkcjonować gdy produkowany jest tlen, jednakże brak siarki powoduje kontynuację produkcji wodoru.
Uczeni od roku 1940, podejmowali próby wydobycia z alg znaczących ilości wodoru: Melis mówił mediom, że przełom jakiego udało mu się dokonać był jak "wytrysk ropy naftowej". Obecnie przewodzi międzynarodowym staraniom dążącym do poprawy wydajności fotosyntezy o 300% dla zwiększenia produkcji wodoru o 300%. Uważa on jednak, że jedyną drogą do osiągnięcia konkurencyjności cenowej jest modyfikacja genetyczna  organizmów zwiększająca produkcję.
W 2001 współzałożył firmę Melis Energy, w celu wykorzystania swoich odkryć, mając nadzieję wprowadzić swoje pomysły na rynek w 2005 roku. Jesienią 2001 roku, firma zbudowała bioreaktor zawierający 500 litrów wody i alg, produkujących do 1 litra wodoru na godzinę. System syfonowy ekstrahował wodór zgromadzony w stanie gazowym. Spółka usiłowałą usprawnić proces i poprawić jego niezawodność, poszukując jednocześnie inwestorów, którzy przyczyniliby się do powiększenia produkcji. Od tamtego czasu, firma została jednak już rozwiązana.

## Patenty
Anastasios Melis wprowadził trzy patenty na swoją pracę nad mikrobiologiczną produkcją wodoru:
- patent  US 6,989,252 z 2006 roku chroniący użycie hydrogenazy,
- patent 7,176,005 chroni modulacje siarczanu permeazy,
- patent 7,745,696  z 2010 chroni poprawioną wydajność fotosyntezy[6].

## Wyróżnienia i nagrody
- Wybrany na pozycję członka Amerykańskiego Stowarzyszenia Rozwoju Nauki - 2011
- Nagroda za Osiągnięcia Naukowe - Departament Energii Stanów, Program Wodorowy - 2004 (Research Achievement Award - US Department of Energy, Hydrogen Program)
- Uniwersytecka Nagroda Naukowa - DaimlerChrysler Corporation - 2003 (University Research Award - DaimlerChrysler Corporation)
- Nagroda Wybitnego Dydaktyka - Koledż Surowców Naturalnych - 1994 (Distinguished Teaching Award - College of Natural Resources)